# روز عشق (فیلم)
روز عشق (به تامیلی: Kadhalar Dhinam) فیلمی محصول سال ۱۹۹۹ و به کارگردانی کتهیر است. در این فیلم بازیگرانی همچون کونال سینگ، سونالی بندره، نثار، جانی لور، انوپم کهیر ایفای نقش کرده‌اند.